# Test Deutsch als Fremdsprache
Der Test Deutsch als Fremdsprache (TestDaF) ist ein zentral erstellter, standardisierter und kostenpflichtiger Sprachtest. Er berechtigt ausländische Studienbewerber und Studienbewerberinnen, ein Studium in Deutschland aufzunehmen, und ist aufgrund dessen mit dem IELTS (International English Language Testing System) und mit dem TOEFL (Test of English as a Foreign Language) vergleichbar.

## Entwicklung
Im Jahre 1996 wurde die Intention, eine zentrale und standardisierte Sprachprüfung für den Hochschulzugang zu entwickeln, zum ersten Mal von der Kultusministerkonferenz (KMK) geäußert.
Anfang 1998 wurden die finanziellen Mittel vom Auswärtigen Amt (AA) und vom Bundesministerium für Bildung und Forschung (BMBF) zur Verfügung gestellt, und der Deutsche Akademische Austauschdienst (DAAD) wurde mit der Ausschreibung des Projekts beauftragt. Der Auftrag wurde in demselben Jahr an ein Konsortium (FernUniversität in Hagen, Seminar für Sprachlehrforschung der Ruhr-Universität Bochum, Goethe-Institut und Carl Duisberg Centren, Köln) vergeben.
Die Arbeit an dem Projekt begann am 1. August 1998. Bis zum 31. Juli 2000 wurden drei Modellprüfungssätze entwickelt und weltweit erprobt. Die Leistungsbeschreibungen, Bewertungskriterien und Bewertungsverfahren wurden erarbeitet und Prototypen für eine Itembank, eine Teilnehmerdatenbank und eine Testdatenbank entwickelt.
Am 26. April 2001 wurde der TestDaF zum ersten Mal weltweit abgenommen.

## Zielgruppe
Der TestDaF richtet sich vor allem an internationale Studienbewerber und Studienbewerberinnen, die ihre Studienqualifikation an einer ausländischen Schule erworben haben und die ein Studium in Deutschland aufnehmen bzw. ein im Ausland begonnenes Studium in Deutschland weiterführen möchten. Entsprechend den Regelungen in den Landeshochschulgesetzen benötigen sie hierfür einen Nachweis der deutschen Sprachkenntnisse. Einige weitere Zielgruppen sind:
- Studierende, die in ihrer Heimat die Deutschkenntnisse nachweisen müssen,
- Studierende, die im Rahmen eines Austauschprogramms zum Studium nach Deutschland kommen und anschließend einen Nachweis ihrer Sprachkenntnisse erhalten wollen,
- Personen, die einen Nachweis ihrer Deutschkenntnisse für wissenschaftliche Berufe benötigen.

Der TestDaF ist für Personen geeignet, die schon über Sprachkompetenzen auf einem fortgeschrittenen Niveau verfügen und nicht erst am Anfang ihrer Sprachausbildung stehen.

## Aufbau
Der TestDaF überprüft in vier Subtests die Kompetenzbereiche Leseverstehen, Hörverstehen, Schriftlicher Ausdruck und Mündlicher Ausdruck. Alle vier Subtests sind obligatorisch und haben dieselbe Gewichtung. Die Themen und Aufgaben des Tests beziehen sich auf den Hochschulkontext, sind jedoch nicht fachspezifisch, sondern allgemeinverständlich gehalten.
Der gesamte Test einschließlich aller Arbeitsanweisungen ist auf Deutsch formuliert.
Der Test dauert insgesamt ca. drei Stunden (Pausen nicht eingerechnet).

### Leseverstehen
Der Subtest „Leseverstehen“ besteht aus drei Lesetexten mit unterschiedlichem Schwierigkeitsgrad und 30 Items, die die Teilnehmer lösen müssen. Für diese Aufgaben sind 60 Minuten Zeit vorgesehen.
Die Teilnehmenden sollen hier zeigen, dass sie in der Lage sind, diese Texte zu verstehen. Mit Hilfe von Zuordnungsaufgaben, Aufgaben mit drei Auswahlmöglichkeiten (richtig/falsch/Text sagt dazu nichts) und Multiple-Choice-Aufgaben wird das Nachvollziehen von Gesamtzusammenhängen, Einzelheiten sowie nicht direkt ausgedrückten Informationen verlangt.
Unter den Lesetexten findet man Kurztexte aus dem Studienalltag, Artikel aus Fachzeitschriften und journalistische Texte.

### Hörverstehen
Der Subtest „Hörverstehen“ hat drei Hörtexte und 25 Items zum Inhalt und dauert 40 Minuten. Es gibt einen Dialog aus dem Hochschulalltag, ein Radiointerview oder eine Gesprächsrunde mit drei bis vier Gesprächsteilnehmenden und einen Kurzvortrag zu einem wissenschaftlichen Thema. Diese Hörtexte sind nach ansteigendem Schwierigkeitsgrad angeordnet.
Dieser Testteil überprüft, ob die Teilnehmenden unterschiedliche gesprochene Texte ausreichend gut verstehen können. Dies ist wichtig, weil ein Austausch mit Kommilitonen und Lehrpersonen im Studienalltag ständig stattfindet und die Studierenden die Themen der Lehrveranstaltungen ausreichend verstehen müssen.
Die Aufgabentypen sind Kurzantwortaufgaben und richtig/falsch-Aufgaben. Hier wird das Verstehen der Gesamtzusammenhänge, detaillierter sowie nicht direkt ausgedrückter Informationen überprüft.

### Schriftlicher Ausdruck
Im Prüfungsteil „Schriftlicher Ausdruck“ bekommen die Teilnehmenden eine Schreibaufgabe, für die 60 Minuten Zeit zur Verfügung steht.
Die Kernelemente dieses Testteils sind Beschreiben und Argumentieren. Die zukünftigen Studierenden müssen in der Lage sein, die Daten einer Grafik bzw. einer Tabelle zu entnehmen und zu beschreiben und anschließend für oder gegen ein konkretes Thema argumentieren zu können.
Die Teilnehmenden sollen einen zusammenhängenden und klar strukturierten Text (mit Einleitung, Überleitung, Beschreibung der Daten, Überleitung, Argumentation und Schluss) produzieren, in dem sie die Punkte der jeweiligen Aufgabenstellung bearbeiten. Es ist wichtig, dass die Teilnehmenden präzise Beschreibungen geben, indem sie die wichtigen Aspekte erkennen und die Informationen zusammenfassen. Anschließend soll der eigene Standpunkt diskutiert und begründet werden.
Es ist wichtig, die gegebene Zeit richtig einzuteilen – für die Beschreibung der Daten sollten maximal 20 Minuten und für die Argumentation 40 Minuten verwendet werden.
Die Verständlichkeit des Textes spielt bei der Bewertung eine größere Rolle als die sprachliche bzw. grammatikalische Korrektheit.

### Mündlicher Ausdruck
Im Subtest „Mündlicher Ausdruck“ müssen sieben Aufgaben in 30 Minuten gelöst werden. Alle sieben Aufgaben, in denen verschiedene Sprechsituationen aus dem deutschen Hochschulalltag simuliert werden, sind unterschiedlich schwierig. Die Teilnehmenden müssen ein Gespräch mit Studierenden führen können, eine Grafik beschreiben, zu einem Thema Stellung nehmen oder einen Rat geben.
Dieser Prüfungsteil wird in Computerräumen oder Sprachlabors durchgeführt. Die Teilnehmenden bekommen ein Aufgabenblatt, sodass sie beim Zuhören der Aufgaben mitlesen und Notizen für sich machen können. Die Antworten werden dann aufgenommen und auf einer CD gespeichert. Es ist wichtig, sich darauf einzustellen, dass mehrere Teilnehmende in einem Raum gleichzeitig geprüft werden.
Zu Beginn jeder Aufgabe wird zunächst die Nummer der Aufgabe angegeben. Danach folgen die Beschreibung der Sprechsituation und die Aufgabenstellung, in der die vorzunehmenden Sprechhandlungen erläutert werden. Die nächste Phase ist die Vorbereitungszeit, in der die Teilnehmenden ihre Antworten überlegen und Stichworte im Aufgabenheft notieren können. Die Dauer der Vorbereitungszeit variiert je nach Aufgabe zwischen 30 Sekunden und drei Minuten. Nachdem der Gesprächspartner den Teilnehmer angesprochen hat, beginnt die Sprechzeit des Teilnehmenden, die zwischen 30 Sekunden und zwei Minuten dauern kann.
Zwei der Aufgaben enthalten Grafiken, die beschrieben werden sollen. Anschließend sind die aus der Grafik gewonnenen Informationen zusammenzufassen.

## Bewertung
Die erbrachten Leistungen werden nicht mit „bestanden“ oder „nicht bestanden“ bewertet, sondern einer der drei folgenden TestDaF-Niveaustufen zugeordnet:
- TestDaF-Niveaustufe 3 (TDN 3)
- TestDaF-Niveaustufe 4 (TDN 4)
- TestDaF-Niveaustufe 5 (TDN 5)

Jeder Subtest wird einzeln entsprechend einer Niveaustufe bewertet, d. h. in unterschiedlichen Testteilen können unterschiedliche Niveaus erreicht werden. Ist man mit dem Ergebnis nicht zufrieden bzw. reicht das Niveau für das Studium an einer Hochschule nicht aus, so kann man den Test beliebig oft wiederholen.
Der TestDaF wird zentral überprüft. Dies durch dafür ausgebildete Beurteilerinnen und Beurteiler.
Die TestDaF-Niveaustufen, die sich an den Niveaubeschreibungen der Association of Language Testers in Europe (ALTE) und des Gemeinsamen Europäischen Referenzrahmens (GER) orientieren, wurden in der Zeit der Testentwicklung erarbeitet. Die TestDaF-Niveaustufen entsprechen den Niveaustufen B2 bis C1 des GER und den Stufen 3 und 4 der ALTE.
Sehr detaillierte Informationen über die Zuordnung des TestDaF zum GER kann man dem Buch „Validierung von Sprachprüfungen“ von Gabriele Kecker (2011) entnehmen.

### TDN 3
Wenn die erbrachten Leistungen dem TDN 3 entsprechen, ist die Teilnehmerin oder der Teilnehmer dazu fähig, Texten, die sich mit dem Studienalltag auseinandersetzen, das Wichtigste zu entnehmen. Wissenschaftliche Texte stellen noch eine zu große Herausforderung dar. Zu einem ihnen vertrauten Thema können die Teilnehmer einen Text verfassen, der jedoch noch Fehler enthält, die das Textverständnis behindern können. Auch beim Sprechen werden Fehler gemacht, die zu Missverständnissen führen können.

### TDN 4
Teilnehmende, die in der Prüfung das Niveau TDN 4 erreichen, können anspruchsvolle Texte sowohl zu konkreten als auch zu abstrakten Themen verstehen. Sie sind auch in der Lage, einen strukturierten Text zu verfassen, ohne solche Fehler zu machen, die das Textverständnis behindern. Ein normales Gespräch mit Muttersprachlern, d. h. spontan und zu unterschiedlichen Themen, kann aufgrund der ausreichenden Sprachkompetenzen der Teilnehmer stattfinden.

### TDN 5
Lange und komplexe Texte zu vielen unterschiedlichen Themen können sowohl global als auch detailliert von den Teilnehmenden, die das Niveau TDN 5 erreichen, verstanden werden. Implizite Informationen, wie zum Beispiel die Einstellung des Autors oder Ironie können nachvollzogen werden. Bei der Textverfassung zu komplexen Sachverhalten werden nur wenige Fehler gemacht, welche jedoch das Textverständnis nicht behindern. Der Redefluss kann als spontan und fließend beschrieben werden, d. h. die Teilnehmenden müssen nicht nach Worten suchen.

## Zeugnis
Innerhalb von sechs Wochen nach der Prüfung erhalten die Prüfungsteilnehmenden vom Testzentrum das TestDaF-Zeugnis. Das Zeugnis enthält eine Einstufung jedes Prüfungsteils in die TestDaF-Niveaustufen 3, 4 oder 5. Eine genauere Beschreibung der erreichten Niveaus kann man der Rückseite des Zeugnisses entnehmen. Falls das niedrigste Niveau nicht erreicht wird, steht auf dem Zeugnis „unter TDN 3“. Die Gültigkeit des Dokuments ist nicht begrenzt.

## Hochschulzulassung
In der Regel muss man in jedem Prüfungsteil mindestens TDN 4 erlangen, um eine Hochschulzulassung in Deutschland zu erhalten. Da aber jede Hochschule über ihre eigene Zulassungsordnung verfügt, werden in einigen Hochschulen auch niedrigere Ergebnisse als TDN 4 für einzelne Studiengänge akzeptiert. Aus diesem Grund sollten die Studienbewerberinnen und -bewerber sich rechtzeitig darüber informieren.

## Testzentren
Weltweit gibt es ca. 450 Testzentren in 95 Ländern, die den TestDaF an bis zu sechs Terminen im Jahr anbieten. Die offiziell zugelassenen Testzentren, die vom TestDaF-Institut betreut werden, befinden sich an in- und ausländischen Universitäten und Fachhochschulen, an Goethe-Instituten und in Deutschland auch an Volkshochschulen und anderen Sprachschulen. Die Aufgaben der Testzentren sind:
- Beratung und Anmeldung der Interessenten,
- organisatorische Vorbereitung und Durchführung der Prüfung,
- Anbieten der Vorbereitungskurse,
- Ausgabe der Zeugnisse,
- Werbung für den TestDaF.[2]

## Kosten
TestDaF ist eine kostenpflichtige Sprachprüfung. Den Preis, der in verschiedenen Ländern unterschiedlich sein kann, können die Interessenten im Testzentrum oder bei der Online-Anmeldung erfahren.

## Vorbereitungsmöglichkeiten
Nicht nur die ausreichenden Sprachkenntnisse sind für gute Resultate wichtig, sondern auch die Vertrautheit mit dem Testformat spielt eine große Rolle.
Auf der TestDaF-Homepage unter der Rubrik „Vorbereitung“ findet man sowohl hilfreiche Tipps als auch zwei Modellsätze des TestDaF (Modellsatz 2 und Modellsatz 3). Beide Modellsätze dienen als Musterprüfung für die Teilnehmenden; es besteht die Möglichkeit, die Dateien auszudrucken und die Tondateien herunterzuladen.
Eine weitere Möglichkeit, sich selbst auf den Test vorzubereiten, bietet das Buch „Training TestDaF“ von Gabriele Kniffka und Bärbel Gutzat an. Das Buch ist im Langenscheidt Verlag im Jahre 2006 erschienen und enthält Trainingsübungen zu allen vier Testteilen bzw. Subtests. Dieses Buch gibt den Teilnehmenden die Gelegenheit ihre Tests zu kontrollieren, da auch die Lösungen zur Verfügung gestellt werden.
Material zur Prüfungsvorbereitung mit Informationen über die Prüfung und Tipps für die Aufgabenlösung kann man auch im Internet unter www.godaf.de bestellen. Diese sind kostenpflichtig. Auf der Internetseite können vor einer eventuellen Bestellung jedoch Aufgabenbeispiele kostenlos angesehen werden.
Prüfungskandidatinnen und -kandidaten, die sich bei einer Selbstvorbereitung nicht sicher fühlen, können einen TestDaF-Vorbereitungskurs besuchen. Diese Kurse werden von den Testzentren oder von anderen Institutionen in der Nähe der Testzentren angeboten. Die Informationen über die Vorbereitungskurse kann man der TestDaF-Webseite entnehmen.
In Testzentren werden auch neue TestDaF-Aufgaben erprobt. Es besteht die Möglichkeit, bei der Erprobung dieser Aufgaben teilzunehmen und so den TestDaF kennenzulernen.
Des Weiteren wird ein Internet-Vorbereitungskurs von der Deutsch-Uni Online (DUO) angeboten. In Begleitung erfahrener Tutoren wird hier eine TestDaF-Probeprüfung durchgeführt.
Vor der Vorbereitung auf den TestDaF besteht die Möglichkeit, seine Sprachkenntnisse mit Hilfe des Online-Einstufungstests zu überprüfen. Den Link zum Online-Einstufungstest (onDaF) findet man auf der Webseite des TestDaF.

## Statistik
Der TestDaF wird seit 2001 weltweit mit steigender Teilnehmerzahl angeboten. 2003 absolvierten 7.498 Personen den Test, 2012 waren es 24.261 und 2019 waren es 47.510 Teilnehmende.
Auch die Anzahl der Testzentren ist gestiegen. Im Jahr 2003 gab es weltweit 211 Testzentren, 2012 waren es 440 und 2019 528.